# تشيريز ويليت
تتشيريز ويليت (مواليد 6 نوفمبر 1989) هي راكبة طريق محترفة من جنوب إفريقيا. لقد فازت ببطولة أفريقية واحدة وأربعة ألقاب لبطولة جنوب أفريقيا، في كل من سباق الطريق وتجربة الوقت، ومثلت لاحقًا بلادها في دورة الألعاب الأولمبية الصيفية لعام 2008. تسابقت ويليت أيضًا مع فريق الدراجات المحترف البلجيكي لوتو-بيليسول للسيدات في عامي 2011 و2012.

## مهنة محترفة
وُلدت ويليت في بريتوريا، وتأهلت لتشكيلة جنوب أفريقيا في سباق الطريق للسيدات في دورة الألعاب الأولمبية الصيفية لعام 2008 في بكين من خلال حصولها على أحد الرصيفين المتاحين للبلاد من كأس العالم UCI. أكملت بنجاح سباقًا مرهقًا بجهدها في المركز التاسع والخمسين، وانتهت في 3:48:33، متجاوزة الكوبي يوماري غونزاليس بفارق ثلاث دقائق. في نفس العام، حصلت ويليت على لقب سباق الطرق النخبة للسيدات في محاولتها الأولى في بطولة جنوب أفريقيا الوطنية لسباق الطرق.
أدى نجاح ويليت في بطولة جنوب أفريقيا إلى حصولها على مكان في الفريق لموسم 2009، تلاها مهمتها الرسمية في فريق لوتو-بيليسول في عام 2011. في ذلك العام، ازدهرت ويليت، وفازت بحدثين تجريبيين في كل من جنوب أفريقيا. البطولات، وفي بطولة القارة الأفريقية للسيدات في أسمرة، إريتريا.
سعت ويليت أيضًا إلى تقديم عرضها لاستضافة دورة الألعاب الأولمبية الصيفية لعام 2012 في لندن، لكن اتحاد جنوب إفريقيا الرياضي واللجنة الأولمبية (SASCOC) استبعدتها من الفريق. علاوة على ذلك، قررت شركة ركوب الدراجات في جنوب أفريقيا رفض استئنافها بناءً على تدقيق مجلس الإدارة وقراره في الإجراءات القانونية الواجبة وإجراءات الاختيار النهائي للمنتخب الوطني.

## الحياة الشخصية
تزوجت تتشيريز من سائقي الدراجات الجبلية النخبة وبطل أفريقيا تحت 23 عامًا بوري ستاندر في مايو 2012. قُتل ستاندر أثناء اصطدامه بسيارة أجرة أثناء التدريب بالقرب من مقر إقامته في شيلي بيتش في العام التالي. تزوجت فيما بعد من بنيامين ويليت وأصبحت أما لولد.